# Urali meridionali
Gli Urali meridionali (in russo Ю́жный Ура́л?, Júžnyj Urál) rappresentano il settore meridionale della estesa catena montuosa russa degli Urali. Si estendono dal fiume Ufa (nei pressi del villaggio di Verchnij Ufalej) fino al corso del fiume Ural.

## Aspetti geografici
Da ovest a est gli Urali meridionali sono delimitati dalla pianura dell'Europa orientale, dal Bassopiano della Siberia occidentale e dalle steppe comprese tra il Lago d'Aral e il Mar Caspio. Il limite della catena montuosa è rappresentato dai Monti Mugodžary.
Il rilievo ha una struttura complessa, con numerose valli e catene montuose parallele che si sviluppano prevalentemente in direzione sudovest. Considerando le circostanti colline ad essi collegate, gli Urali meridionali si estendono in larghezza fino a 250 km, il che li rende il più vasto dei vari settori in cui è suddivisa la catena degli Urali. La larghezza media della catena vera e propria è compresa tra 40 e 150 km. La lunghezza complessiva di questa porzione è di circa 550 km. Anche i Monti Ilmen fanno parte degli Urali meridionali, da cui sono separati dal corso del fiume Miass.
La massima altitudine è raggiunta dai 1640 m del Monte Jamantau; altre vette elevate si trovano nel gruppo del monte Iremel'.